# متیل‌استر کرائاتین
متیل‌استر کرائاتین (به انگلیسی: Creatine methyl ester) یک ترکیب شیمیایی با شناسه پاب‌کم ۱۱۶۸۶۹۲۹ است.